# Otlophorus hypomelas
Otlophorus hypomelas är en stekelart som först beskrevs av Thomson 1894.  Otlophorus hypomelas ingår i släktet Otlophorus och familjen brokparasitsteklar. Arten är reproducerande i Sverige. Inga underarter finns listade i Catalogue of Life.